# Marin-Nicolas Jadoulle

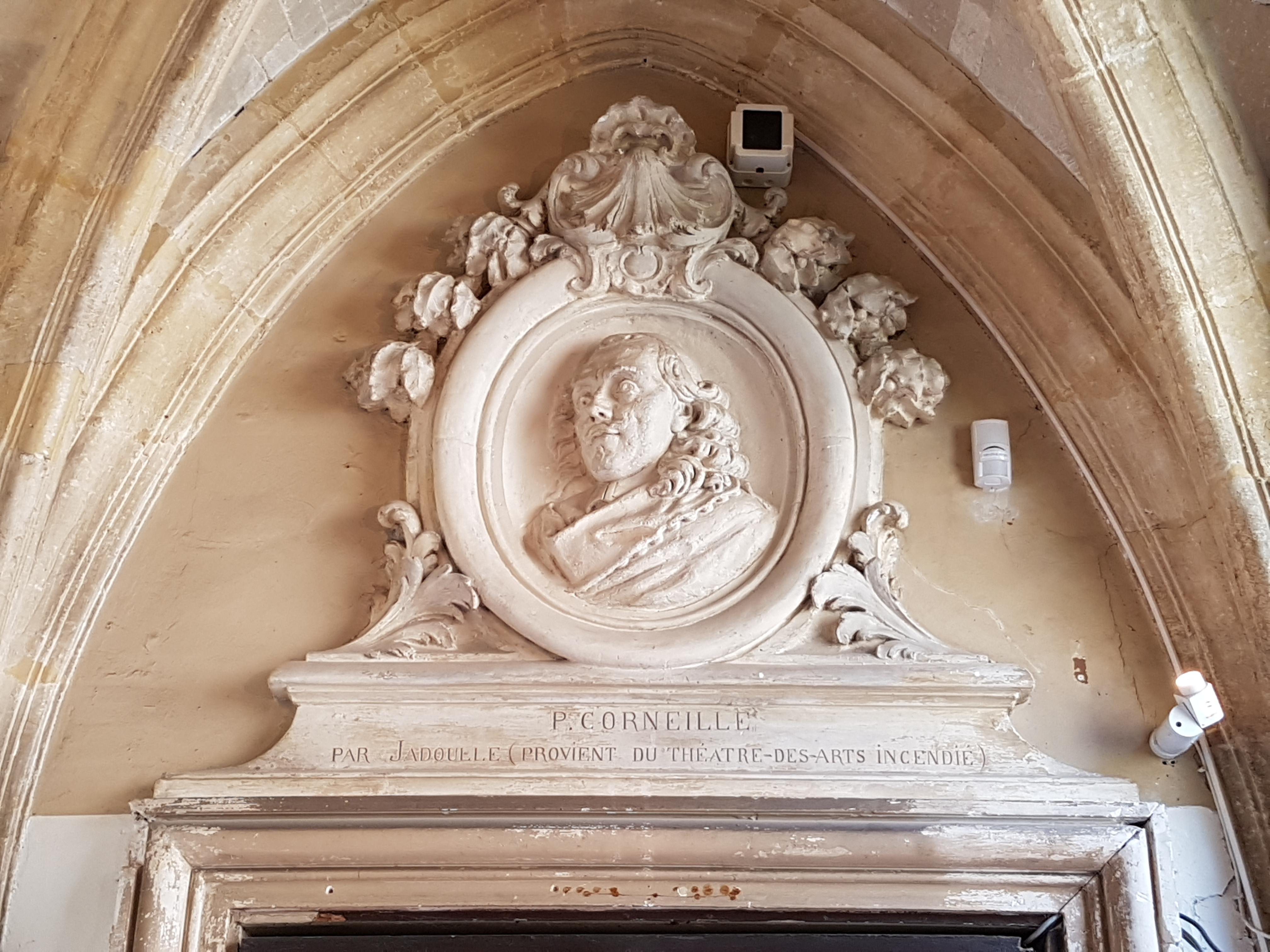
Pierre Corneille par Jadoulle pour l'ancien Théâtre des Arts.

Marin-Nicolas Jadoulle, né le 16 avril 1736 à Rouen où il est mort le 23 mars 1805, est un graveur et sculpteur français.

## Biographie
Fils de Guillaume Jaddoulle et de Marie-Anne Bréant, montrant de bonne heure d'heureuses dispositions pour l’art du dessin, Marin-Nicolas Jadoulle se livra avec succès à l’étude de la sculpture. Après avoir obtenu plusieurs récompenses aux concours établis par l’Académie de Rouen, où il fut d'abord formé, il alla se perfectionner à Paris dans l’atelier de Jean-Antoine Houdon et de Michel-Ange Slodtz, dont il devint l’un des meilleurs élèves.
Revenu dans sa ville natale, qu’il ne devait plus quitter, Jadoulle y fut bientôt chargé de nombreux travaux de sculpture, destinés à la décoration des monuments civils et religieux de cette cité. Reçu adjoint à l'Académie de Rouen en 1766, il en devient titulaire en 1770. Les œuvres les plus importantes de Jadoulle sont : la Mort de la Sainte-Vierge, la Mort de saint Charles Borromée, bas-reliefs exécutés pour le séminaire de Saint-Vivien ; la Religion, bas-relief de grande dimension, destiné à orner le portail latéral du nord de l'église Saint-Ouen ; l’Exaltation de la sainte Croix et les statues de saint Pierre et de saint Paul pour le portail de l’église Sainte-Croix-Saint-Ouen ; la Charité allaitant des enfants, bas-relief qui décore le fronton de l' église Sainte-Madeleine ; groupe représentant les Sciences, les Lettres et les Arts, offert à l’Académie de Rouen, dont l'auteur était membre ; l’Hymen punissant l’Amour d’avoir laissé éteindre son flambeau, l’Amour piqué par une Abeille, la Réconciliation de l’Amour et de l’Hymen, le Commerce, bas-relief avec attributs, destiné à orner la porte de la chambre de commerce ; un buste de Pierre Corneille pour le théâtre ; statue d'Henri IV, posée en 1782 sur la fontaine de la place du Vieux-Palais ; l'Assomption de la Sainte-Vierge, pour l'église d'Écouis ; plusieurs sujets pour l'église de Guerbaville-la-Mailleraye.
Ce sculpteur, qui possédait un véritable talent dans son art, eut la douleur de voir, lors de la Révolution, la presque totalité de ses œuvres tomber sous le marteau du fanatisme. Artiste plein de probité, de désintéressement et d’une confiance sans bornes, il vit détruire, en peu de temps, le fruit de quarante ans de travaux. Accablé de chagrins et d’infirmités, il fut réduit à demander un asile à l’Hospice général de Rouen où il mourut. Il demeurait rue Coignebert à Rouen.